# Massimo Savarese
Massimo Savarese (Genova, 3 novembre 1966) è un ex arbitro di pallanuoto italiano.
Buon nuotatore, ha iniziato la carriera di arbitro nel 1988, esordendo in serie A1 nel 1996 nella partita Volturno vs Florentia. Arbitro internazionale dal 1999, è stato tra i più quotati arbitri italiani di pallanuoto.
Vanta oltre 300 presenze nella massima serie e oltre 100 in campo internazionale. Viene fatto esordire dal Designatore Elio Gervasi, ex guardalinee di Serie A.
Il momento più importante della carriera lo raggiunge negli ultimi anni partecipando a Finali di Coppa Italia e Finali Scudetto.
Il 25 agosto 2021 dopo 25 anni di serie A1 e 305 partite dirette, decide di appendere il fischietto al chiodo. 
Con l'inizio della Len Champions League stagione 2022/2023  è diventato la "terza voce" nel commento arbitrale delle partite trasmesse da SKY SPORT.